# Franciszek Depa
Franciszek Depa (ur. 20 stycznia 1909 w Woliczce, zm. 12 września 1982 w Rzeszowie) – polski rolnik i polityk ruchu ludowego, poseł na Sejm PRL III, IV i V kadencji.

## Życiorys
Syn Szymona i Marii. Uzyskał wykształcenie podstawowe, z zawodu rolnik. Od 1934 należał do Stronnictwa Ludowego. W czasie II wojny światowej walczył w Batalionach Chłopskich, był zastępcą komendanta tej organizacji na gminę Świlcza. W 1944 wstąpił do „lubelskiego” SL, następnie po połączeniu w 1949 partii ludowych został członkiem Zjednoczonego Stronnictwa Ludowego. W 1957 został wiceprezesem Wojewódzkiego Komitetu ZSL w Rzeszowie, był ponownie wybierany, po raz ostatni w 1978. Pełnił funkcje wiceprzewodniczącego Wojewódzkiej Rady Narodowej w Rzeszowie (1957–1958) oraz przewodniczącego Powiatowej Rady Narodowej w Brzozowie (1950–1952), Przemyślu (1952–1954) i Strzyżowie (1954–1957). Był także wiceprezesem Zarządu Głównego Związku Ochotniczych Straży Pożarnych oraz członkiem prezydium Wojewódzkiego Komitetu Frontu Jedności Narodu w Rzeszowie. W 1961, 1965 i 1969 uzyskiwał mandat posła na Sejm PRL kolejno w okręgach Rzeszów, Krosno i ponownie Rzeszów. W trakcie III kadencji zasiadał w Komisji Spraw Wewnętrznych, a w trakcie IV i V w Komisji Pracy i Spraw Socjalnych.
Pochowany na cmentarzu w Świlczy.

## Ordery i odznaczenia
- Krzyż Oficerski Orderu Odrodzenia Polski
- Krzyż Kawalerski Orderu Odrodzenia Polski
- Srebrny Krzyż Zasługi (1955)[2]
- Brązowy Krzyż Zasługi
- Krzyż Partyzancki
- Medal Zwycięstwa i Wolności 1945
- Medal 30-lecia Polski Ludowej
- Odznaka 1000-lecia Państwa Polskiego (1966)[3]
- Odznaka „Zasłużony dla Województwa Rzeszowskiego”